# 宮澤茉凜
宮澤 茉凜（みやざわ まりん、1993年4月10日 - ）は、日本のギタリスト、YouTuber。ガールズバンド LoVendoЯ（ラベンダー）のギターを経て、One Year LaterのギターをMARIN名義で担当。闇の住人を公言している。愛称はまりん。ハンドルネームはもふお。
宮城県多賀城市出身。血液型A型。身長163 cm。LoVendoЯ時代はアップフロントクリエイトに所属していた。
茉凜はしばしば「茉凛」と誤記される。右下（旁の下）が示の「凛」ではなく禾の「凜」が正しい表記。「宮澤まりん」と茉凜をひらがなで表記されることもある。

## 略歴
2012年
- 8月1日、「田中れいなとバンドやりたい女子メンバー大募集!」の再募集が告知され[8]、専門学校の先生の勧めで応募して合格。
- 11月18日、モーニング娘。のコンサートでバンドメンバーとして発表、お披露目された[注 3][9]。

2013年
- 3月2日、『ミュージックフェスタ Vol.0』（横浜BLITZ）にLoVendoЯとして出演[10]（ステージデビュー）。
- 3月15日、『LoVendoЯオフィシャルブログ』が開設。翌日から更新開始。
- 6月1日、田中れいなのファンクラブ移籍に伴い、LoVendoЯとしてM-line clubに加入[11]。
- 10月1日、所属事務所をアップフロントプロモーションからアップフロントクリエイトへ移籍。

2014年
- 5月14日・15日、初めて1人でキャンペーン。地元・宮城県、福島県のラジオ局を回って、HR/HMやJリーグ・ベガルタ仙台、ポケモンのトークをした[12]。
- 11月5日、LoVendoЯの3rdミニアルバム『イクジナシ』が発売。自身の作曲した曲が初収録[注 4]。

2015年
- 7月1日、LoVendoЯの1stシングル『いいんじゃない?/普通の私 ガンバレ!』が発売（メジャーデビュー）。
- 11月13日、初のソロイベント『宮澤茉凜FCイベント「闇の饗宴」』を開催[13][注 5]。
- 12月14日、LoVendoЯとして『第48回日本有線大賞』に出演、新人賞を受賞[14]。

2016年
- 3月5日 - 4月9日、ラベビタEXとして『ラベビタEX ライブツアー 2016春』（4会場6公演）に出演[15][16]。
- 4月6日、もふお名義でTwitter (@mofu_mofu_mofuo) を開始。
- 5月13日、ソロイベント『宮澤茉凜FCイベント「闇の饗宴 弐」』を開催[17][注 5]。
- 6月22日、TBSラジオで『LoVendoЯのLV-Я』の週替わり担当回「LoVendoЯ宮澤茉凜の『MIYA†THE†WORLD』」が放送開始[18]。

2017年
- 1月28日、ソロイベント『宮澤茉凜FCイベント〜闇の新年会〜』を開催[19]。
- 2月23日、『電人☆ゲッチャ!』にゲスト出演、翌週から始まるコーナーを告知。
- 3月2日、『電人☆ゲッチャ!』で「『Horizon Zero Dawn』宮澤まりんの新人ハンター養成講座」を開始（7月27日終了、全22回）。
- 4月1日、『ゲーム★マニアックス』（#123）に初出演、不定期レギュラー出演開始（2020年7月4日出演終了[注 6]）。
- 4月21日、おかまりんとして『おかまりんアコースティックライブ』（中目黒ビオキッチンスタジオ）を初開催。
- 8月7日、ゲーム★マニアックス公式サイトおよびYouTubeチャンネルで「宮澤茉凜の『モンスターハンターフロンティアZ』」を開始（8月22日終了、全3回）[20][21][22]。

2018年
- 4月7日、『宮澤茉凜バースデーイベント〜闇の生誕祭〜』を開催[23]。

2019年
- 2月24日、『宮澤茉凜ソロライブ〜奏〜』を開催[24]。
- 4月13日、『宮澤茉凜バースデーイベント〜闇の誕生祭〜』を開催[25]。
- 6月28日、「もっと別の形で、自分の大好きなジャンルの音楽をたくさんの方々に届けたい」として、7月末日をもってLoVendoЯを卒業し、同時にアップフロントクリエイトとの専属マネージメント契約も終了することを発表[26][27]。
- 7月30日、『宮澤茉凜ラストライブ 深淵の帰還 〜全ての人に感謝を込めて〜』（渋谷TAKE OFF 7）を開催[28][29]。
- 7月31日、LoVendoЯを卒業。在籍期間は約6年8か月。
- 8月31日、新たに結成したガールズバンド One Year Laterとして『SPACEY MUSIC祭り』に出演し、ライブを初披露[30][31]。
- 11月11日、One Year Laterの公式サイトが開設、1stシングルの表題曲「DREAMER」が先行配信開始[4]。TwitterアカウントをMARIN@OYL(宮澤茉凜)名義に変更。
- 11月19日、リスラジプレミアムで『宮澤茉凜のNew Step Radio』が配信開始[32][33]。

2020年
- 2月22日、One Year Laterの1stシングル『DREAMER』が発売（メジャーデビュー）。

2022年
- 4月9日、YouTubeチャンネル『HASEKURA Channel』を開設[34]。翌10日、弾いてみた動画を公開[35]。
- 8月31日、One Year Laterが無期限活動休止[36]。

2024年
- 6月5日、MARIN名義で制作した配信シングル『春の道』を音楽ダウンロードサイトおよび定額制音楽ストリーミングサービスで配信開始[37]。
- 10月11日、MARIN名義で制作したインストゥルメンタルの配信シングル『砂煙』を配信開始[38]。

## 人物
- 声が低い。
- 握力が強い。左手41kg、右手40kg[39]。
- 弟がいる。姉弟ともに名前の由来は海に関係する言葉。
- 趣味はポケモン[9]、ゲーム[40]、アニメ鑑賞[41]、時代劇鑑賞[40]、コスプレ[1]、競馬観戦[注 7][42]。
- クッキー、チーズケーキ、マフィン、パウンドケーキ、ブラウニーなど、お菓子作りをするお菓子女子でもある[43]。
- 「MIYA THE WORLD」（ミヤザワールド、MTW）という両手の親指・人差し指・中指を立てて胸の前で腕を交差させるポーズがあり、挨拶や自己紹介をするときはこの構えを取る[44][45]。最後に手をひっくり返す動きを加えると「MIYA THE WORLD覚醒」というポーズになる。
- ヘブン状態と同等の盛り上がり度を「ファイナルバーストアウト」(FBO) と表現する。それを超えると「エターナルファイナルバーストアウト」(EFBO) に達する[46]。

### 嗜好
- 猫が好き。実家で飼っている猫に再会したときは“もふもふ”する[47]。
- Jリーグ・ベガルタ仙台のサポーター[48]。子供のころは練習場まで見に行っていた。
- 『ONE PIECE』の大ファン[49]。一押しのキャラクターはトラファルガー・ロー[50]。
- 好きな海外ドラマは『ウォーキング・デッド』[51]。
- 好きなお笑い芸人は地元推しでサンドウィッチマン[52]。
- 好きなお酒はハイボール。ジャックダニエルも好き[53][54]。
- 一番好きな食べ物は決められない。しょっぱいもの・酸っぱいもの・辛いものが好き[55]。
- 好きなケーキはチーズケーキ、嫌いなケーキはモンブラン[56]。
- トマトが食べられず、赤い悪魔と呼んでいる（母も弟もトマト嫌い）[57]。
- らっきょう、油もの、生クリーム、つぶあんが嫌い[50][53]。
- 日差しが苦手[58]で、好きな天気は曇り[59]、曇りのち雨（雨が降ると頭痛になる体質だが雨音が好き）。
- 好きな季節と時間は夏の18時くらい[60]。

### 音楽
- 好きなアーティストはMR. BIG、ナイト・レンジャー。
- 尊敬するギタリストはポール・ギルバート、リッチー・ブラックモア。
- HR/HMを好む。中学3年生のころ、他界したおじが聴いていたメタリカの作品『ブラック・アルバム』に触れ[61]、とりわけ「エンター・サンドマン」に惹かれたのがそのきっかけ[62]。その後はジューダス・プリーストやスレイヤーのCDも借りて聴いた[61]。
- 好きな曲はボン・ジョヴィの「リヴィン・オン・ア・プレイヤー」[53]。
- 初めて買ったヘヴィメタルのアルバムはメタリカの『デス・マグネティック』[61]。
- メインギターはPRS Guitars Artist V、ギブソン・フライングV（1989年製）[63]。
- 自身のギターに「ルシファー、スミス、マイケル、ジェイソン、モリソン、仗助」といった名前を付けている[64][65]。
- ギターを始めたきっかけは、中学2年生のころに友人からバンドの誘いを受けたこと（実際のバンド結成は高校入学前）[62]。
- 仙台コミュニケーションアート専門学校に通っているときにオーディションが開催され、1回目は親戚から勧められたが一歩踏み出せず、2回目に専門学校の先生から勧められてやっと受けてみようと決めた。合格後、専門学校は辞めて上京した。
- 一人カラオケによく行く。
- 普段は低い声だが、カラオケで歌うときは普通にちゃんと声が出る[66]。

### 闇の住人
- 闇の住人を自称し、一人称としても使う[5]。
- 闇の名前はデスアビス・ナイトメア・ブラッディフィールド＝カオスエンド4世[54][67]。
- 闇の住人の3つの条件は「黒歴史」と「切ない過去」と「孤独」[43]で、最重要条件には「辛い過去と黒歴史を背負い、社会の流れにうまく乗れなかったという事実」[51]を挙げている。

### 交友
- IRIS MONDO（旧 IRIS MONDE）のギター、スーパーさったん（宮川紗綾）は小学校からの友人[68]。小学6年生から一緒に形だけのバンドを組んでいたが[69]、2019年夏にLoVendoЯと入れ替わりでガールズバンド One Year Laterを結成し、再びバンドメンバーとして一緒に活動した[4]（2022年8月に無期限活動休止[36]）。メンバーの話からLoVendoЯの名付け親と言われ、本人も自称している[68][69][70]。
- 元℃-uteの矢島舞美を姉様と呼ぶ。初めて呼んだのはRKBラジオ『LoVendoЯのらぶおん!』#71の収録中（2014年11月）[71]。
- 元Juice=Juice兼カントリー・ガールズの梁川奈々美が大好きで、ポケモン仲間でもある。2016年7月21日・22日に『Girls Night Out』の企画で岡田万里奈・宮澤茉凜・森戸知沙希・梁川奈々美の4人で1泊2日のキャンプに行ってからポケモンという共通の趣味もあって仲良くなった[72][73][74][75]。2017年1月12日には『梁川奈々美バースデーイベント2017』に急遽駆けつけてLINE LIVEで共演した[76]。

## 作品

### インストゥルメンタル
- Princess of lone castle 〜孤城の姫君〜（2014年11月1日、作曲：宮澤茉凜、編曲：宮永治郎・宮澤茉凜）[注 8][77][78]
- Answer（2019年2月1日、作曲：宮澤茉凜、編曲：高橋諭一）[79]
- Fate（2019年3月1日、作曲：宮澤茉凜、編曲：高橋諭一）[80]
- Moment（2019年4月12日、作曲：宮澤茉凜、編曲：高橋諭一）[81]
- PLAYER（2019年6月14日、作曲：宮澤茉凜、編曲：高橋諭一）[82]
- Poker face（2019年7月26日、作曲：宮澤茉凜、編曲：高橋諭一）[83]

### 配信シングル
- 春の道 / MARIN（2024年6月5日、作詞・作曲：MARIN、編曲：三井真一、歌：珠希美いな、ピアノ：吉田宏志）[37]
- 砂煙 / MARIN（2024年10月11日、作曲：MARIN、編曲：三井真一）[38]

## 出演

### テレビ
- 二畳半レコード（2014年5月15日収録、放送日不明、福島中央テレビ）[84]
- ほぼほぼ 〜真夜中のツギクルモノ探し〜（2016年5月17日・6月7日、テレビ東京）
- ゲーム★マニアックス（#123 - #202、2017年4月1日 - 2020年7月4日[注 6]、アニマックス） - 不定期レギュラー（マックスガールズ）
- うたなび! #518（2018年3月6日ほか、日音制作） - SEX MACHINEGUNS メタリックライフ（コーナーMC）

### ラジオ
- LoVendoЯのLV-Я「LoVendoЯ宮澤茉凜の「MIYA†THE†WORLD』」（2016年6月22日 - 2018年2月21日、TBSラジオ系列）[18]
2016年6月8日以降は週替わり担当制（当初は番組前半を1人で担当、9月28日以降は全編1人で担当、全員集合回もあり）[85]
- FLICK MOTION（2014年5月14日、Date fm） - 生出演
- ロジャー大葉のラジオな気分（2014年5月14日、TBCラジオ） - 生出演
- Teatime Paradise（2014年5月15日、ふくしまFM） - 生出演
- 踊れ!ライヴマニア（2014年5月25日、rfcラジオ福島）
- 音姫 -OTOHIME-（2014年5月31日、Date fm）
- ロジャー大葉のラジオな気分（2014年6月23日、TBCラジオ） - 生出演
- 菊地亜美の1ami9（2017年9月9日、ラジオ日本）

### ネット
- LoVendoЯツイキャス 宮澤茉凜（2016年4月10日・5月17日・6月23日、ツイキャス） - 生出演
  - LoVendoЯツイキャス「闇の聖誕祭'16」宮澤茉凜（2016年4月10日）
  - LoVendoЯツイキャス「闇キャス†自由な世界†」宮澤茉凜 Part 1・Part 2（2016年5月17日）
  - LoVendoЯツイキャス「深淵の闇より・・・・?」宮澤茉凜 Part 1・Part 2（2016年6月23日）
- Lobi感謝祭2016 千の勇者と迷宮王国 - YouTube・FRESH!（2016年6月4日、YouTube・FRESH!）
- ホテルLobi 〜公開収録始めました・秋〜（2016年9月30日、YouTube・ニコニコ生放送・FRESH!） - 生出演、生放送限定公開
- 矢口真里OFFICIAL SHOWROOM「矢口日和」（2016年10月7日、SHOWROOM） - 生出演
- ハイドアンドファイア 第1回公式オフ会 - YouTube・FRESH!（2016年11月26日、YouTube・FRESH!） - 生出演
- カントリー・ガールズ 梁川奈々美 LINE LIVE!!（2017年1月12日、LINE LIVE） - 生出演
- 電人☆ゲッチャ!（2017年2月23日 - 7月27日、ニコニコ生放送・FRESH!・YouTube）
  - 『宝物/イツワリ』の宣伝、新人ハンター養成講座の告知（2017年2月23日） - ゲスト、生出演
  - 『Horizon Zero Dawn』宮澤まりんの新人ハンター養成講座（2017年3月2日 - 7月27日、全22回） - コーナーレギュラー
- ライブアイドル名鑑 #047 宮澤茉凜（LoVendoЯ）（2017年4月8日、FRESH!） - 生出演、アーカイブ視聴は有料
- アプカミ #71（2017年6月16日、YouTube） - 宮本佳林（Juice=Juice）とともに週替わりMCを担当
- 宮澤茉凜の『モンスターハンターフロンティアZ』（2017年8月7日・11日・22日、全3回、ゲーム★マニアックス公式サイト・YouTube）[20][21][22]
- アプカミ #87（2017年10月6日、YouTube） - 金澤朋子（Juice=Juice）とともに週替わりMCを担当
- eスポーツスターリーグ 第一回eスポーツスターバトルチャンピオンシップ 練習配信2日目（2017年12月22日、Twitch）
- eスポーツスターリーグ 第一回eスポーツスターバトルチャンピオンシップ 決勝（2018年1月8日、Twitch）
- アプカミ #110（2018年3月23日、YouTube） - 野村みな美（こぶしファクトリー）とともに週替わりMCを担当
- もふお (宮澤茉凜) ツイキャス「皐月賞をおえて」（2018年4月15日、ツイキャス） - 生出演
- アプカミ #122（2018年6月15日、YouTube） - 小野田紗栞（つばきファクトリー）とともに週替わりMCを担当
- eスポーツスターリーグ スターバトルチャンピオンシップ#II 練習配信【ウイニングイレブン 2018】（2018年7月9日、YouTube）
- eスポーツスターリーグ スターバトルチャンピオンシップ#II 本編（2018年8月6日、AbemaTV「ウルトラゲームス」・ABEMAビデオ）
- モンハンラジオ「良三の部屋」#111（2018年10月18日、インターネットラジオステーション＜音泉＞ / 23日、YouTube）
- 宮澤茉凜のNew Step Radio（2019年11月19日 - 、リスラジプレミアム）[32][33]

### 雑誌・ムック
- 思わずマネしてかわいくなる!ナチュラルメイクBOOK（2014年9月18日、笠倉出版社） - ISBN 978-4-7730-5518-4
- ヘドバン Vol.11「俺たちのメタル初体験物語」（2016年7月13日、シンコーミュージック・エンタテイメント）[61] - ISBN 978-4-401-64302-8
- YOUNG GUITAR 2018年6月号（2018年5月10日、シンコーミュージック・エンタテイメント）[86]

### CM
- ミロク情報サービス「経理マン」編（2015年5月下旬 - ）[87] - 魚住有希と出演
  - ミロク情報サービスCM「経理マン」編（30秒） （2015年5月下旬 - ）
  - ミロク情報サービスCM「経理マン（マイナンバー）」編（15秒） （2015年12月下旬 - ）

### MV
- SEX MACHINEGUNS「メタル経理マン」（2015年5月27日、カナメイシレコード）[88] - 魚住有希と出演
- 音速ライン「ウーロンハイ」（2016年11月16日、ONSO9 LIFE KOUBOU）[89][注 9]

### ライブ・イベント
- 宮澤茉凜FCイベント「闇の饗宴」（2015年11月13日[注 5]、パシフィックヘブン）[13]
- TOKYO AUTO SALON 2016（2016年1月17日、幕張メッセ・イベントホール） - Chelsy ギターサポート
- 宮澤茉凜FCイベント「闇の饗宴 弐」（2016年5月13日[注 5]、パシフィックヘブン、2公演）[17]
- Lobi感謝祭2016 千の勇者と迷宮王国（2016年6月4日、アキバ・スクエア）
- ホテルLobi 〜公開収録始めました・秋〜（2016年9月30日、御茶ノ水トライエッジカンファレンス）
- 第7回BABY本社主催お茶会「Dreaming Of Little Lover〜空想のドレスは小さなクローゼットの中へ〜」（2016年10月17日、目黒雅叙園）
- 岡田万里奈FCイベント〜おかまりのとこに、あつまりな!〜（2017年1月28日、パシフィックヘブン）[19] - ゲスト
- 宮澤茉凜FCイベント〜闇の新年会〜（2017年1月28日、パシフィックヘブン）[19] - ゲスト：岡田万里奈
- まけんグミ THE LIVE vol.9 第1部「まけんグミ THE Halloween PARTY」（2017年10月21日、青山RizM）
- MITSUBACHI FES 2017 in TOKYO 〜5th Anniversary〜「ギターガールズライブ」（2017年10月21日、LIQUIDROOM）[90]
- eスポーツスターリーグ 第一回eスポーツスターバトルチャンピオンシップ（2018年1月8日、TFTホール500）[91]
- 宮澤茉凜バースデーイベント〜闇の生誕祭〜（2018年4月7日、パシフィックヘブン、2公演）[23] - 司会：岡田万里奈
- 岡田万里奈FCイベント〜おかまりんとこに、あつまりな!〜vol.2（2018年7月21日、パシフィックヘブン、2公演）[92] - ゲスト
- eスポーツスターリーグ バトルチャンピオンシップ #II（2018年8月6日、テレビ朝日・六本木ヒルズ 夏祭り SUMMER STATION 六本木ヒルズアリーナ特設ステージ）
- 滝口ひかり生誕祭「我儘なわたしを許して」（2018年9月30日〈中止〉、代官山SPACE ODD） - ギターサポート ※台風の影響により中止
- IRIS MONDE スーパーさったんpre.「SSS 〜おいわいしにきて〜」（2018年12月4日、下北沢CLUB251）
- 滝口ひかり生誕祭「我儘なわたしを許して2〜リベンジ〜」（2019年1月27日、渋谷スターラウンジ） - ギターサポート
- 宮澤茉凜ソロライブ〜奏〜（2019年2月24日、パシフィックヘブン、2公演）[24] - ゲスト：岡田万里奈
- アイドル諜報機関LEVEL7 5周年記念 5thワンマンライブ（2019年3月26日、マイナビBLITZ赤坂）[93] - ギターサポート
- 岡田万里奈卒業Live 宝物 〜本当にありがとうございました〜（2019年3月29日、KIWA TENNOZ） - ゲスト
- Hello! Project 20th Anniversary!! Hello! Project ひなフェス 2019（2019年3月31日、幕張メッセ、2公演） - ゲスト（BEYOOOOONDS「アツイ!」のギターとして参加）[94]
- 宮澤茉凜バースデーイベント〜闇の誕生祭〜（2019年4月13日、パシフィックヘブン、2公演）[25]
- surround around（2019年6月18日、shibuya eggman） - Meik アコースティックギターサポート
- 宮澤茉凜ラストライブ 深淵の帰還 〜全ての人に感謝を込めて〜（2019年7月30日、渋谷TAKE OFF 7）[28][29]
- MARKET SHOP STORE×爆弾幸気圧Presents 大団炎2019〜夏の7日間〜壱日目（2019年8月26日、渋谷チェルシーホテル） - 爆弾幸気圧 ギターサポート[95]
- SPACEY MUSIC祭り（2019年8月31日、専門学校ESPエンタテインメント東京 本館B1ホール） - One Year Laterとして出演[30][31]
- ベトナムフェスタin神奈川2019「Meik ライブステージ」（2019年9月8日、神奈川県庁舎 大会議場）[96] - アコースティックギターサポート
- Rock City Yokohama vol.44（2019年9月8日、横浜 7th AVENUE）[96] - Meik アコースティックギターサポート
- ゑんら全国ワンマンツアー「ゑんら道中」ツアーファイナル（2019年12月10日、新宿BRAZE）[97] - ギターサポート
- One Year Later「DREAMER #1」（2019年12月12日、六本木morph-tokyo）[98]
- One Year Later「DREAMER #2」（2020年1月11日、新宿NINE SPICES、昼夜2公演）[99]
- NEW NOISE! snow session 2020（2020年1月17日、shibuya eggman）[100] - Meik アコースティックギターサポート
- One Year Later「DREAMER #3」（2020年2月22日、六本木Varit.）[101]
- ゑんら2周年記念ワンマンライブ「ゑんら成就」（2020年2月24日、渋谷TSUTAYA O-WEST）[102] - ギターサポート
- WAKE UP!!（2020年2月25日、代官山LOOP）[103] - Meik アコースティックギターサポート
- Meik㊗︎20歳!! 生誕祭 配信ライブ（2020年8月17日、YouTube Live）[104] - アコースティックギターサポート

#### WORLD GUITAR GIRL'S COLLECTION
- WORLD GUITAR GIRLS COLLECTION vol.0 feat. Mary's Blood & CYNTIA（2017年7月14日、CLUB CITTA'）[105][106]
- CLASSIC ROCK JAM 2017 & WORLD GUITAR GIRLS COLLECTION（2017年11月25日、CLUB CITTA'）[107]
- NAONのYAON 2018（2018年4月29日、日比谷野外大音楽堂）[108] - おかまりんとしても出演
- WORLD GUITAR GIRL'S COLLECTION 2018 GIG1（2018年8月19日、渋谷WWW）[109]
  - After Talk Show -WGGC/ギタ女の夢は夜ひらく-（2018年8月19日、渋谷WWW）[109]
- WORLD GUITAR GIRL'S COLLECTION 2018 GIG2（2018年10月20日、渋谷GARRET udagawa）[109]
- WORLD GUITAR GIRL'S COLLECTION 2018 GIG3（2018年12月29日、clubasia）[109]
- WORLD GUITAR GIRL'S COLLECTION 2018-2019 FINAL 〜WGGCもGIG4で一区切りだよ!全員集合〜（2019年2月11日、新宿ReNY）[109]
- NAONのYAON 2019（2019年4月29日、日比谷野外大音楽堂）[110]